# WIMP
För musikspelaren med samma namn se: Wimp (musikspelare)
WIMP är en term inom astro- och partikelfysik. Det är en akronym för weakly interacting massive particles, eller ”svagt växelverkande massiva partiklar”. Dessa partiklar föreslås vara en spöklik form av materia, som vi inte direkt kan se eller enkelt mäta, och som bara ger sig till känna genom sin gravitation och svaga växelverkan. WIMP:ar är eftertraktade kandidater för att förklara den mörka materien i universum. Den starkaste av dessa kandidater är den stabila neutralinon.
En alternativ, om än idag något mindre plausibel, teori för den mörka materien är MACHO:s.

## Förekomst
WIMP:ar har i dagsläget inget experimentellt stöd, något som kan komma att förändras med aktuella eller framtida experiment: se exempelvis Fermi Gamma-ray Space Telescope eller ATLAS.